# Marie Joseph Brusse
Marie Joseph (M.J., Rie) Brusse (Amsterdam, 26 juni 1873 – Alkmaar, 5 januari 1941) was een Nederlandse journalist en schrijver. Zijn bekende boek Boefje werd in 1939 verfilmd. M.J. Brusse werd volgens een van zijn zonen de prins der journalisten genoemd.

## Levensloop

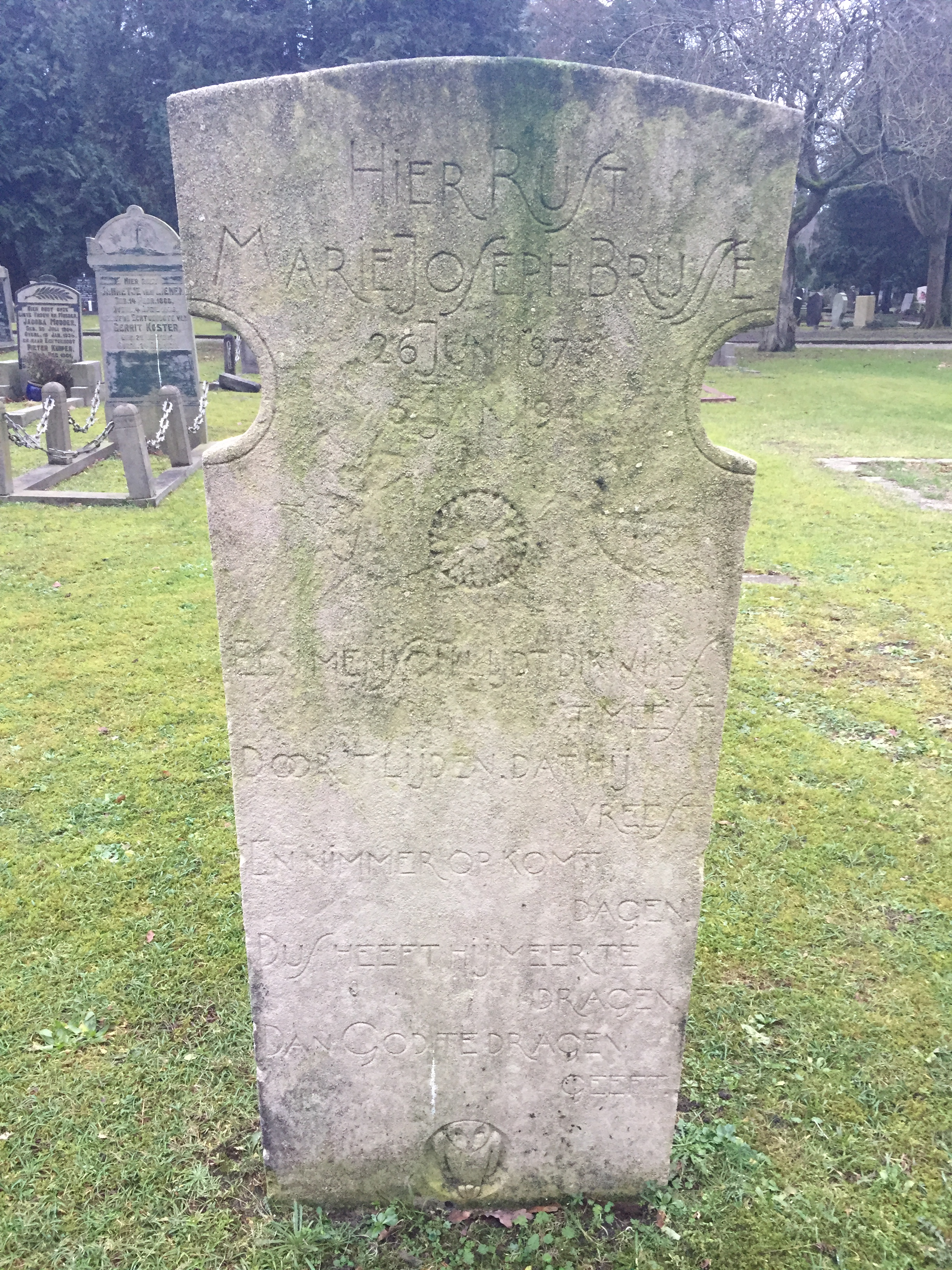
Het graf van M.J. Brusse in Schoorl

Brusse was een vernieuwer van de Nederlandse journalistiek. Als een van de eersten beschreef hij situaties en gebeurtenissen vanuit zijn eigen observerende gezichtspunt. Ook beschreef hij de interviews en gesprekken die hij voerde als een van de eersten in dialoogvorm. Voor zijn artikelenreeks over Rotterdamse zeeliedenlogementen ging hij undercover (1898). Tientallen jaren schreef hij dagelijks reportages en feuilletons voor de (toenmalige) Nieuwe Rotterdamsche Courant onder de titel "Onder de Menschen". Veel van zijn stukken werden in boekvorm uitgegeven. Een bestseller was zijn boek Het rosse leven en sterven van de Zandstraat over de Rotterdamse hoeren- en zeeliedenbuurt rond de Zandstraat.
Tijdens de Eerste Wereldoorlog berichtte hij uitgebreid over de verrichtingen van Nederlandse medici en verpleegkundigen op de Balkan, zowel in de krant als in boekvorm. In 1915 publiceerde hij De gruwelen van den oorlog in Servië over de ambulance van dr. Arius van Tienhoven in Valjevo en twee jaar later Een Hollandsch hospitaal in een gebombardeerde stad over de inzet van dr. Henri van Dijk aan het front in Monastir. In 2017, 100 jaar na de eerste uitgave, gaf Stichting Studiecentrum Eerste Wereldoorlog dat laatste werk opnieuw uit.
Zijn toneelstuk Boefje, gebaseerd op het gelijknamige in 1903 verschenen boek, genoot grote bekendheid en werd vele honderden malen opgevoerd met de actrice Annie van Ees in de titelrol. In 1939 verscheen een verfilming met de toen 45-jarige Van Ees in de bioscopen. In 1903 verscheen van zijn hand een feuilleton met de naam Boefje in de Nieuwe Rotterdamsche Courant. 
Brusse woonde de laatste jaren van zijn leven met zijn gezin in Groet (Noord-Holland). Hij overleed in 1941 in het ziekenhuis in Alkmaar en ligt begraven op de Algemene Begraafplaats in Schoorl.

## Familie
Brusse had zeven zoons uit drie huwelijken.
Uitgeversduo Willy en Jo Brusse uit Rotterdam van W.L. & J. Brusse's Uitgeversmaatschappij, waren broers van M.J. Brusse (Rie). Deze uitgeverij gaf ook de boeken van M.J. Brusse uit.
|                                   |                                   |                                   |                                   |                                   |                                   |  |  |                                 |                                 |                                 |                                 |                                 |                                 |  |  |                                |                                |                                |                                |                                |                                |  |  |                                    |                                    |                                         |                                         |                                         |                                         |                                         |                                         |                              |                              |                                        |                                        |                                        |                                        |                                        |                                        |                              |                              |                              |                              |                              |                              |                            |                            |                              |                              |                              |                              |                              |                              |
|                                   |                                   |                                   |                                   |                                   |                                   |  |  |                                 |                                 |                                 |                                 |                                 |                                 |  |  |                                |                                |                                |                                |                                |                                |  |  |                                    |                                    |                                         |                                         |                                         |                                         |                                         |                                         |                              |                              |                                        |                                        |                                        |                                        |                                        |                                        |                              |                              |                              |                              |                              |                              |                            |                            |                              |                              |                              |                              |                              |                              |
|                                   |                                   |                                   |                                   |                                   |                                   |  |  | Johan Brusse uitgever 1868-1949 | Johan Brusse uitgever 1868-1949 | Johan Brusse uitgever 1868-1949 | Johan Brusse uitgever 1868-1949 | Johan Brusse uitgever 1868-1949 | Johan Brusse uitgever 1868-1949 |  |  |                                |                                |                                |                                |                                |                                |  |  |                                    |                                    | Marie Joseph Brusse schrijver 1873-1941 | Marie Joseph Brusse schrijver 1873-1941 | Marie Joseph Brusse schrijver 1873-1941 | Marie Joseph Brusse schrijver 1873-1941 | Marie Joseph Brusse schrijver 1873-1941 | Marie Joseph Brusse schrijver 1873-1941 |                              |                              | Willem Lucas Brusse uitgever 1879-1937 | Willem Lucas Brusse uitgever 1879-1937 | Willem Lucas Brusse uitgever 1879-1937 | Willem Lucas Brusse uitgever 1879-1937 | Willem Lucas Brusse uitgever 1879-1937 | Willem Lucas Brusse uitgever 1879-1937 |                              |                              |                              |                              |                              |                              |                            |                            |                              |                              |                              |                              |                              |                              |
|                                   |                                   |                                   |                                   |                                   |                                   |  |  | Johan Brusse uitgever 1868-1949 | Johan Brusse uitgever 1868-1949 | Johan Brusse uitgever 1868-1949 | Johan Brusse uitgever 1868-1949 | Johan Brusse uitgever 1868-1949 | Johan Brusse uitgever 1868-1949 |  |  |                                |                                |                                |                                |                                |                                |  |  |                                    |                                    | Marie Joseph Brusse schrijver 1873-1941 | Marie Joseph Brusse schrijver 1873-1941 | Marie Joseph Brusse schrijver 1873-1941 | Marie Joseph Brusse schrijver 1873-1941 | Marie Joseph Brusse schrijver 1873-1941 | Marie Joseph Brusse schrijver 1873-1941 |                              |                              | Willem Lucas Brusse uitgever 1879-1937 | Willem Lucas Brusse uitgever 1879-1937 | Willem Lucas Brusse uitgever 1879-1937 | Willem Lucas Brusse uitgever 1879-1937 | Willem Lucas Brusse uitgever 1879-1937 | Willem Lucas Brusse uitgever 1879-1937 |                              |                              |                              |                              |                              |                              |                            |                            |                              |                              |                              |                              |                              |                              |
|                                   |                                   |                                   |                                   |                                   |                                   |  |  |                                 |                                 |                                 |                                 |                                 |                                 |  |  |                                |                                |                                |                                |                                |                                |  |  |                                    |                                    |                                         |                                         |                                         |                                         |                                         |                                         |                              |                              |                                        |                                        |                                        |                                        |                                        |                                        |                              |                              |                              |                              |                              |                              |                            |                            |                              |                              |                              |                              |                              |                              |
| Maarten Brusse uitgever 1909-1974 | Maarten Brusse uitgever 1909-1974 | Maarten Brusse uitgever 1909-1974 | Maarten Brusse uitgever 1909-1974 | Maarten Brusse uitgever 1909-1974 | Maarten Brusse uitgever 1909-1974 |  |  | Wim Brusse ontwerper 1910-1978  | Wim Brusse ontwerper 1910-1978  | Wim Brusse ontwerper 1910-1978  | Wim Brusse ontwerper 1910-1978  | Wim Brusse ontwerper 1910-1978  | Wim Brusse ontwerper 1910-1978  |  |  | Geertruida Visser 1880-1937    | Geertruida Visser 1880-1937    | Geertruida Visser 1880-1937    | Geertruida Visser 1880-1937    | Geertruida Visser 1880-1937    | Geertruida Visser 1880-1937    |  |  |                                    |                                    | Antje Ebes operazangeres 1895-1965      | Antje Ebes operazangeres 1895-1965      | Antje Ebes operazangeres 1895-1965      | Antje Ebes operazangeres 1895-1965      | Antje Ebes operazangeres 1895-1965      | Antje Ebes operazangeres 1895-1965      |                              |                              |                                        |                                        |                                        |                                        |                                        |                                        |                              |                              | Cornélie Weidema 1912-2005   | Cornélie Weidema 1912-2005   | Cornélie Weidema 1912-2005   | Cornélie Weidema 1912-2005   | Cornélie Weidema 1912-2005 | Cornélie Weidema 1912-2005 |                              |                              |                              |                              |                              |                              |
| Maarten Brusse uitgever 1909-1974 | Maarten Brusse uitgever 1909-1974 | Maarten Brusse uitgever 1909-1974 | Maarten Brusse uitgever 1909-1974 | Maarten Brusse uitgever 1909-1974 | Maarten Brusse uitgever 1909-1974 |  |  | Wim Brusse ontwerper 1910-1978  | Wim Brusse ontwerper 1910-1978  | Wim Brusse ontwerper 1910-1978  | Wim Brusse ontwerper 1910-1978  | Wim Brusse ontwerper 1910-1978  | Wim Brusse ontwerper 1910-1978  |  |  | Geertruida Visser 1880-1937    | Geertruida Visser 1880-1937    | Geertruida Visser 1880-1937    | Geertruida Visser 1880-1937    | Geertruida Visser 1880-1937    | Geertruida Visser 1880-1937    |  |  |                                    |                                    | Antje Ebes operazangeres 1895-1965      | Antje Ebes operazangeres 1895-1965      | Antje Ebes operazangeres 1895-1965      | Antje Ebes operazangeres 1895-1965      | Antje Ebes operazangeres 1895-1965      | Antje Ebes operazangeres 1895-1965      |                              |                              |                                        |                                        |                                        |                                        |                                        |                                        |                              |                              | Cornélie Weidema 1912-2005   | Cornélie Weidema 1912-2005   | Cornélie Weidema 1912-2005   | Cornélie Weidema 1912-2005   | Cornélie Weidema 1912-2005 | Cornélie Weidema 1912-2005 |                              |                              |                              |                              |                              |                              |
|                                   |                                   |                                   |                                   |                                   |                                   |  |  |                                 |                                 |                                 |                                 |                                 |                                 |  |  |                                |                                |                                |                                |                                |                                |  |  |                                    |                                    |                                         |                                         |                                         |                                         |                                         |                                         |                              |                              |                                        |                                        |                                        |                                        |                                        |                                        |                              |                              |                              |                              |                              |                              |                            |                            |                              |                              |                              |                              |                              |                              |
|                                   |                                   |                                   |                                   |                                   |                                   |  |  |                                 |                                 |                                 |                                 |                                 |                                 |  |  |                                |                                |                                |                                |                                |                                |  |  |                                    |                                    |                                         |                                         |                                         |                                         |                                         |                                         |                              |                              |                                        |                                        |                                        |                                        |                                        |                                        |                              |                              |                              |                              |                              |                              |                            |                            |                              |                              |                              |                              |                              |                              |
| Henk Brusse ingenieur 1905-1991   | Henk Brusse ingenieur 1905-1991   | Henk Brusse ingenieur 1905-1991   | Henk Brusse ingenieur 1905-1991   | Henk Brusse ingenieur 1905-1991   | Henk Brusse ingenieur 1905-1991   |  |  | Marie Joseph 1906-1907          | Marie Joseph 1906-1907          | Marie Joseph 1906-1907          | Marie Joseph 1906-1907          | Marie Joseph 1906-1907          | Marie Joseph 1906-1907          |  |  | Ytzen Brusse cineast 1920-2008 | Ytzen Brusse cineast 1920-2008 | Ytzen Brusse cineast 1920-2008 | Ytzen Brusse cineast 1920-2008 | Ytzen Brusse cineast 1920-2008 | Ytzen Brusse cineast 1920-2008 |  |  | Jan Brusse correspondent 1921-1996 | Jan Brusse correspondent 1921-1996 | Jan Brusse correspondent 1921-1996      | Jan Brusse correspondent 1921-1996      | Jan Brusse correspondent 1921-1996      | Jan Brusse correspondent 1921-1996      |                                         |                                         | Kees Brusse acteur 1925-2013 | Kees Brusse acteur 1925-2013 | Kees Brusse acteur 1925-2013           | Kees Brusse acteur 1925-2013           | Kees Brusse acteur 1925-2013           | Kees Brusse acteur 1925-2013           |                                        |                                        | Peter Brusse journalist 1936 | Peter Brusse journalist 1936 | Peter Brusse journalist 1936 | Peter Brusse journalist 1936 | Peter Brusse journalist 1936 | Peter Brusse journalist 1936 |                            |                            | Mark Brusse beeldhouwer 1937 | Mark Brusse beeldhouwer 1937 | Mark Brusse beeldhouwer 1937 | Mark Brusse beeldhouwer 1937 | Mark Brusse beeldhouwer 1937 | Mark Brusse beeldhouwer 1937 |

## Brusseprijs
Ter gelegenheid van het 15-jarig bestaan van het Fonds Bijzondere Journalistieke Projecten werd in 2005 de M.J. Brusseprijs ingesteld, die vanaf 2006 werd uitgereikt, aanvankelijk eens per twee jaar. Aan de prijs was een geldbedrag van 5000 euro verbonden. Voor de eerste prijstoekenning bestond de jury uit de oprichters van het Fonds, Hans Maarten van den Brink, Emile Fallaux en Geert Mak. De prijs werd toegekend aan Jeroen Smit voor zijn boek Het drama Ahold. Vanwege het grote aantal inzendingen werd de frequentie van de prijs vanaf 2010 veranderd van tweejaarlijks in jaarlijks en werd het prijsbedrag verhoogd tot 10.000 euro.

## Standbeeld
Op 14 maart 1980 werd een standbeeld van Boefje, gemaakt door kunstenares Tineke Slingerland, onthuld door burgemeester Van der Louw op het Ammanplein in Rotterdam.

## Publicaties over Brusse
- Peter Brusse: Onder de mensen. M.J. Brusse (1873-1941), journalist. Amsterdam, Uitgeverij Balans, 2017. ISBN 9789460034404